# Ratangarh (ort i Indien, Madhya Pradesh)
Ratangarh är en ort i Indien.   Den ligger i distriktet Neemuch och delstaten Madhya Pradesh, i den centrala delen av landet, 500 km söder om huvudstaden New Delhi. Ratangarh ligger 441 meter över havet och antalet invånare är 7 494.
Terrängen runt Ratangarh är huvudsakligen platt, men den allra närmaste omgivningen är kuperad. Terrängen runt Ratangarh sluttar söderut. Runt Ratangarh är det ganska tätbefolkat, med 139 invånare per kvadratkilometer. Det finns inga andra samhällen i närheten. Trakten runt Ratangarh består till största delen av jordbruksmark.